# Spectrum 7
Spectrum 7 var ett oljebolag grundat av William DeWitt och Mercer Reynolds.
1984 slogs Spectrum 7 samman med George W. Bushs Arbusto Energy. Efter sammanslagningen blev Bush VD för företaget. 1986 köptes företaget av Harken Energy.